# Robert Oppenheimer, il padre della bomba atomica
Robert Oppenheimer, il padre della bomba atomica. Il trionfo e la tragedia di uno scienziato (American Prometheus: The Triumph and Tragedy of J. Robert Oppenheimer) è una biografia del 2005 del fisico teorico J. Robert Oppenheimer, il leader del progetto Manhattan che ha portato alla creazione della prima arma nucleare, scritta da Kai Bird e Martin J. Sherwin in un periodo di venticinque anni. L'opera ha vinto diversi premi, incluso il Premio Pulitzer per la biografia e autobiografia del 2006.
Il libro racconta l'ascesa alla fama di Oppenheimer come "padre della bomba atomica" e direttore del progetto Manhattan, nonché la sua tragica caduta a causa della sua udienza di sicurezza in pieno maccartismo. Il libro mostra gli sforzi di Lewis Strauss e dell'FBI per minare Oppenheimer e la sua credibilità. La bomba è considerata un punto di svolta cruciale e un incontro significativo tra scienza e armi da guerra. Questo rende Oppenheimer un'importante figura storica e un simbolo per l'etica della bomba atomica e il discorso politico sull'energia nucleare. Il libro approfondisce varie componenti della vita di Oppenheimer all'interno e all'esterno del progetto Manhattan. Oggetto di discussione del libro sono anche i suoi primi anni di vita, le sue ambizioni, le sue idee, le attività politiche, il matrimonio, le relazioni con altre donne e fisici, i dubbi, le complessità e le carenze.
Il libro è servito da ispirazione per Oppenheimer, film biografico del 2023 diretto da Christopher Nolan.